# La despedida
 (mars 2018).
Si vous disposez d'ouvrages ou d'articles de référence ou si vous connaissez des sites web de qualité traitant du thème abordé ici, merci de compléter l'article en donnant les références utiles à sa vérifiabilité et en les liant à la section « Notes et références ».
Singles de Daddy Yankee
Descontrol Ven conmigo
La despedida (L'Adieu) est un single du chanteur portoricain de reggaeton Daddy Yankee. C'est le troisième single officiel sorti le 4 août 2010 de son album Daddy Yankee Mundial.
Le remix officiel de la chanson met en vedette le chanteur portoricain Tony Dize.